# Mũi đất Arabat

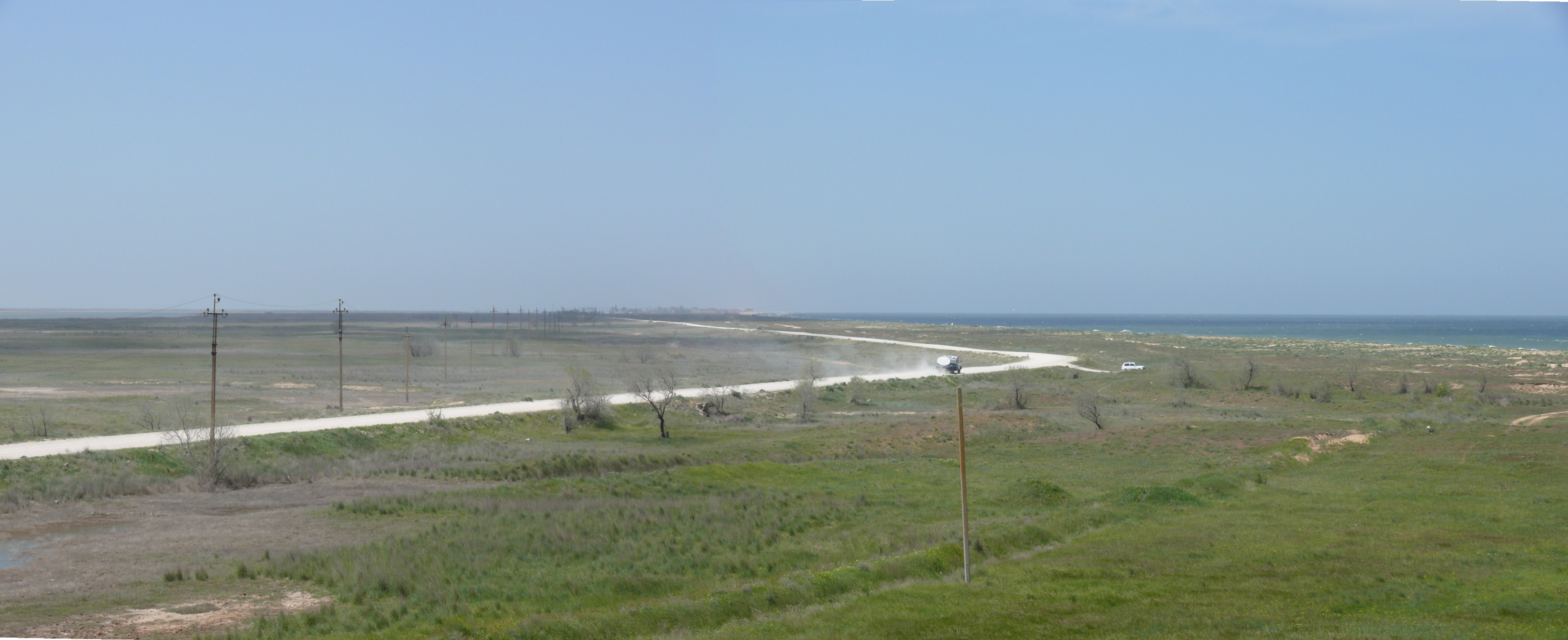
Phần phía nam của mũi đất Arabat. Quan sát từ pháo đài Arabat được xây dựng từ thế kỷ 17.

Mũi đất Arabat (tiếng Ukraina: Арабатська стрілка, Arabatska strilka; tiếng Nga: Арабатская стрелка, Arabatskaya Strelka; tiếng Tatar Krym: Arabat beli), còn gọi là "doi đất Arabat", là một mũi đất (dải đất hẹp) chia tách hệ thống vùng đầm phá cạn ngập mặn Sivash với biển Azov. Mũi đất này nằm giữa thị trấn Henichesk, Ukraina ở phía bắc và bờ biển phía đông bắc của bán đảo Krym ở phía nam. Nó bị chia tách với Henichesk bởi eo biển Henichesk (tiếng Nga: Генический пролив). Tên gọi khác của eo biển này là "eo biển mỏng" (tiếng Nga: Тонкий Пролив), phản ánh tính hẹp của eo biển - eo biển này dài khoảng 4 km nhưng rộng chỉ từ 80–150 m và sâu 4,6 m .
Mũi đất Arabat là mũi đất dài nhất thế giới. Nó có chiều dài 112 km, và rộng từ 270 m đến 8 km; diện tích bề mặt của nó là 395 km² và do đó chiều rộng trung bình là 3,5 km. Trong khi dải đất phía biển Azov nhỏ và thẳng thì bên Sivash lại bị cong. Mũi đất bao gồm hai khu vực rộng 7–8 km và có những ngọn đồi đất sét nâu; cách eo biển Henichesk 7,5 km và 32 km. Các lớp trên cùng của mũi đất được hình thành bởi cát và dòng chảy của biển Azov. Thảm thực vật tại đây chủ yếu là các loại cỏ bao gồm cỏ đuôi trâu, mận gai, vũ mâu, crambe, salsola, salicornia, Carex colchica, Tamarix, cam thảo, vv  Ngày nay, vùng đất này là một khu nghỉ mát còn phía bên bờ biển Azov được dùng làm bãi tắm. Nước ở đây nông, chỉ đạt độ sâu khoảng 2 mét khi ra xa bờ tới 100-200 mét., nhiệt độ tại đây là khoảng 0 °C vào mùa đông (gần đóng băng), 10-15 °C vào mùa xuân và mùa thu, và 25-30 °C vào mùa hè. Khoảng một nửa diện tích của dải đất thuộc về tỉnh Kherson, Ukraina và một nửa thuộc Cộng hòa Krym .

## Lịch sử
Đây là vùng đất còn rất trẻ và được hình thành bởi quá trình lắng đọng trầm tích trong khoảng năm 1100-1200. Nơi đây vẫn còn là khu vực hoang dã cho đến năm 1835, khi một con đường và năm trạm dừng chân cách nhau từ 25–30 km được xây dựng dọc theo mũi đất được dùng cho việc chuyển phát bưu chính. Sau đó trong thế kỷ 19, 25 khu định cư nông thôn, 3 khu quân sự, và một ngôi làng có tên là Arabat xuất hiện trên dải đất hẹp này. Dân số nông thôn tăng lên 235 người với công việc chủ yếu là đánh bắt thủy sản, nông nghiệp và sản xuất muối. Trong đó, nghề làm muối là nghề truyền thống của khu vực do tại đây có các khu vực rộng lớn nước nông và mặn trong vùng đầm phá Sivash. Sản xuất muối trong thế kỷ 19 ở Arabat khoảng 24.000 tấn mỗi năm.

## Pháo đài Arabat

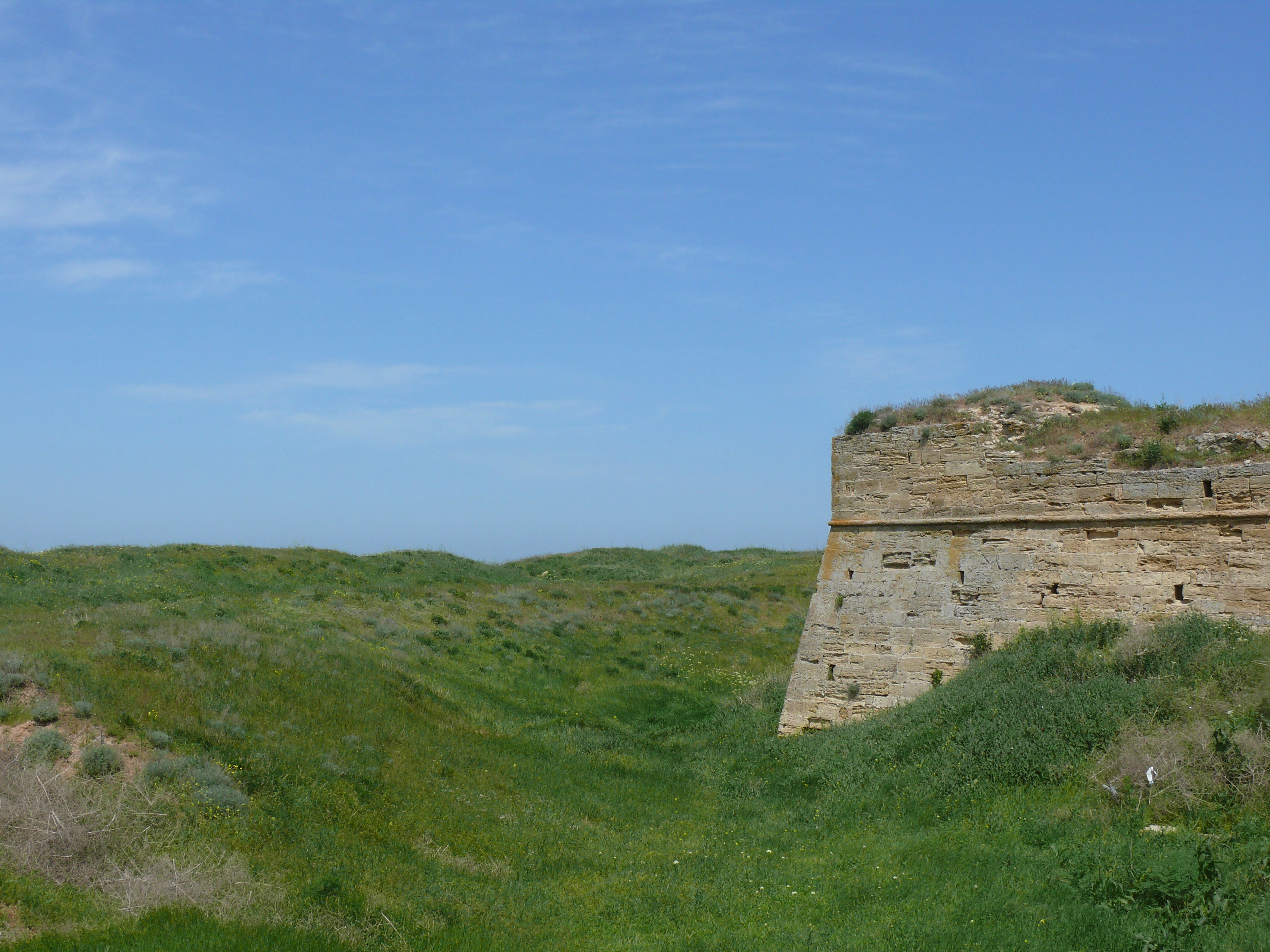
Một góc của pháo đài Arabat

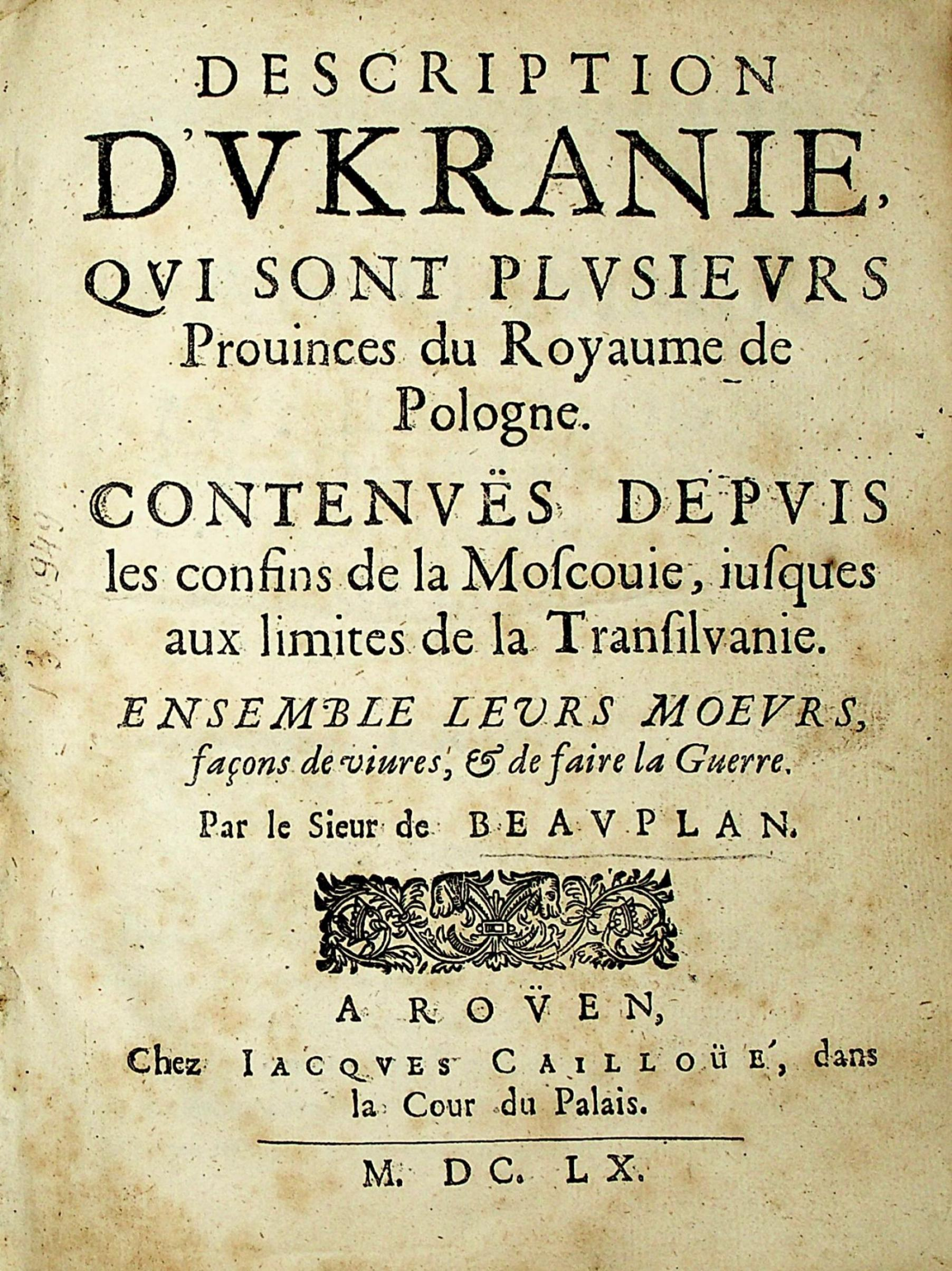
Trang trước của cuốn sách "Description d'Ukranie"

Phần cực nam của Arabat là một pháo đài lịch sử tên Arabat. Tên của nó bắt nguồn hoặc là từ tiếng Ả Rập "Rabat" có nghĩa là "bốt quân sự" hoặc là từ tiếng Turk "Arabat" có nghĩa là "vùng ngoại ô", và nó là nguồn gốc của tên Spit Arabat. Mục đích của nó là để bảo vệ mũi đất và Krym trước các cuộc xâm lược. Pháo đài được xây dựng khoảng thế kỷ 17 bởi quân đội Thổ Nhĩ Kỳ và lần đầu tiên được đề cập tới bởi kỹ sư và vẽ bản đồ người Pháp là Guillaume Le Vasseur de Beauplan vào năm 1660 trong cuốn sách "Description d'Ukranie".
Pháo đài là một thiết kế quân sự tiên tiến với cấu trúc hình bát giác và những bức tường đá dày tới 3 mét bao quanh bởi một bức tường bằng đất và một con hào. Pháo đài bao gồm năm tháp và hai cửa. Một vài hàng lỗ bắn tên quay về hướng đông, bắc, tây; và được thiết kế với nhiều loại pháo khác nhau. Arabat là pháo đài rất khó bị chinh phục khi được bảo vệ đúng cách, nhưng do vị trí cách xa Thổ Nhĩ Kỳ, đơn vị đồn trú tại đây thường thiếu nhân lực và pháo đài từng bị rơi vào tay quân đội Nga vào năm 1737 và 1771. Sau khi Krym đã trở thành một phần của Nga thì pháo đài bị bỏ hoang, nhưng sau đó được tân trang lại và được sử dụng bởi người Nga trong cuộc chiến tranh Krym giai đoạn 1853-1856 để bảo vệ bờ biển Krym. Sau chiến tranh, pháo đài đã bị bỏ hoang một lần nữa và bức tường của nó được sử dụng bởi người dân địa phương như là một nguồn để lấy đá. Pháo đài là một khu vực giao tranh lớn giữa Hồng quân Liên Xô và Bạch vệ vào năm 1920 và với quân đội Đức trong Thế chiến II trong 1941-1944. Năm 1968, một số cảnh quay của một bộ phim nổi tiếng của Liên Xô có tên Служили два товарища (Hai đồng chí đã phục vụ) đã được quay tại đây.

## Thư viện
- Semenov, Petr Petrovich (1862). Geografichesko-statisticheskìĭ slovar' Rossìĭskoĭ imperìi (Từ điển địa lý - thống kê của đế quốc Nga) (bằng tiếng Nga). Đại học Oxford.
- Shutov, Yu. "Арабатская стрелка" (tiếng Nga) Tavria, 1983